# تیورتون (رود آیلند)

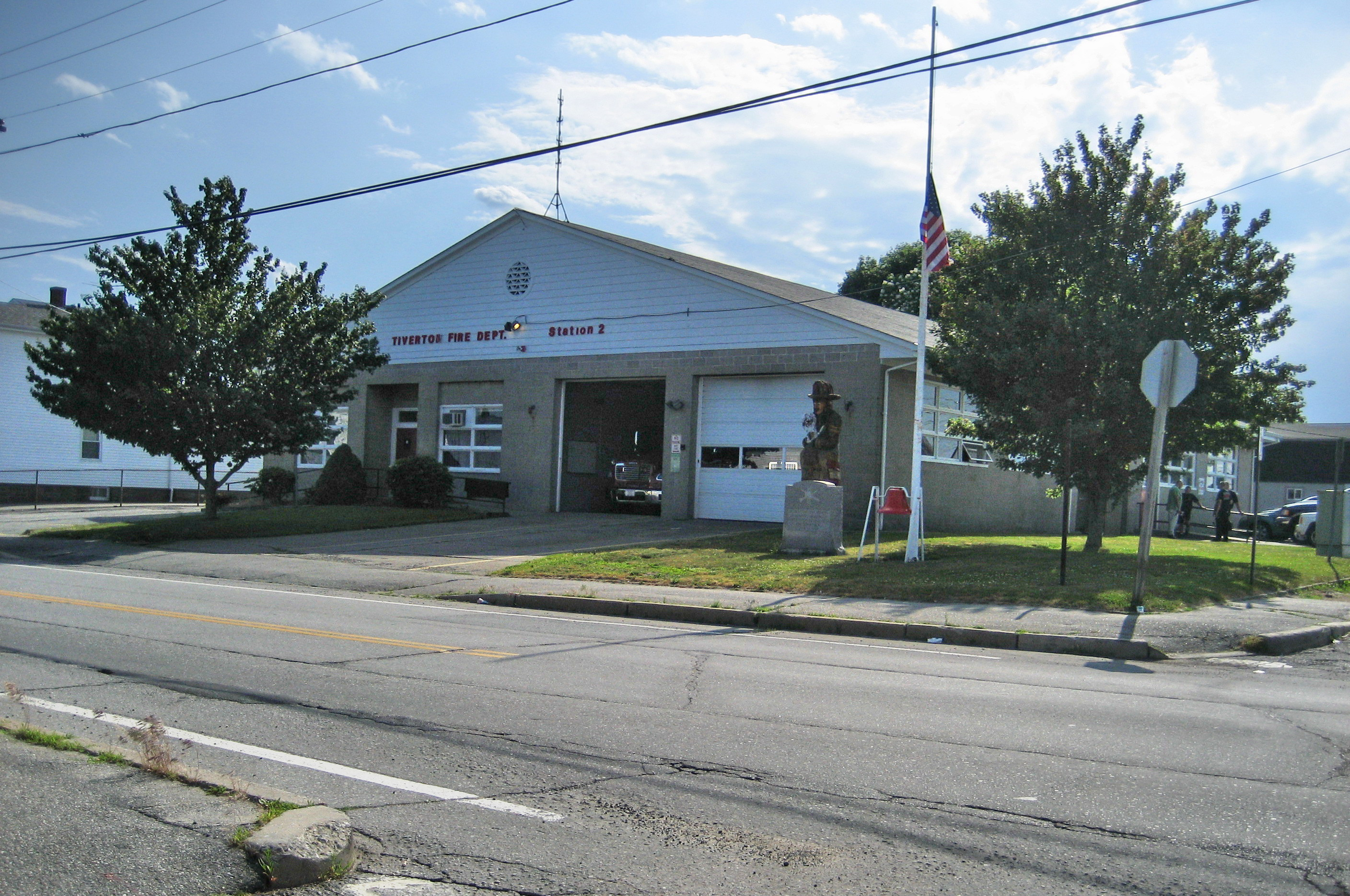

تیورتون (به انگلیسی: Tiverton) شهری در ایالت رود آیلند کشور ایالات متحده آمریکا است که جمعیت آن در سرشماری سال ۲۰۱۰ میلادی، ۷٬۵۵۷ نفر بوده‌است.